# Kloster Maria Loreto (Landshut)

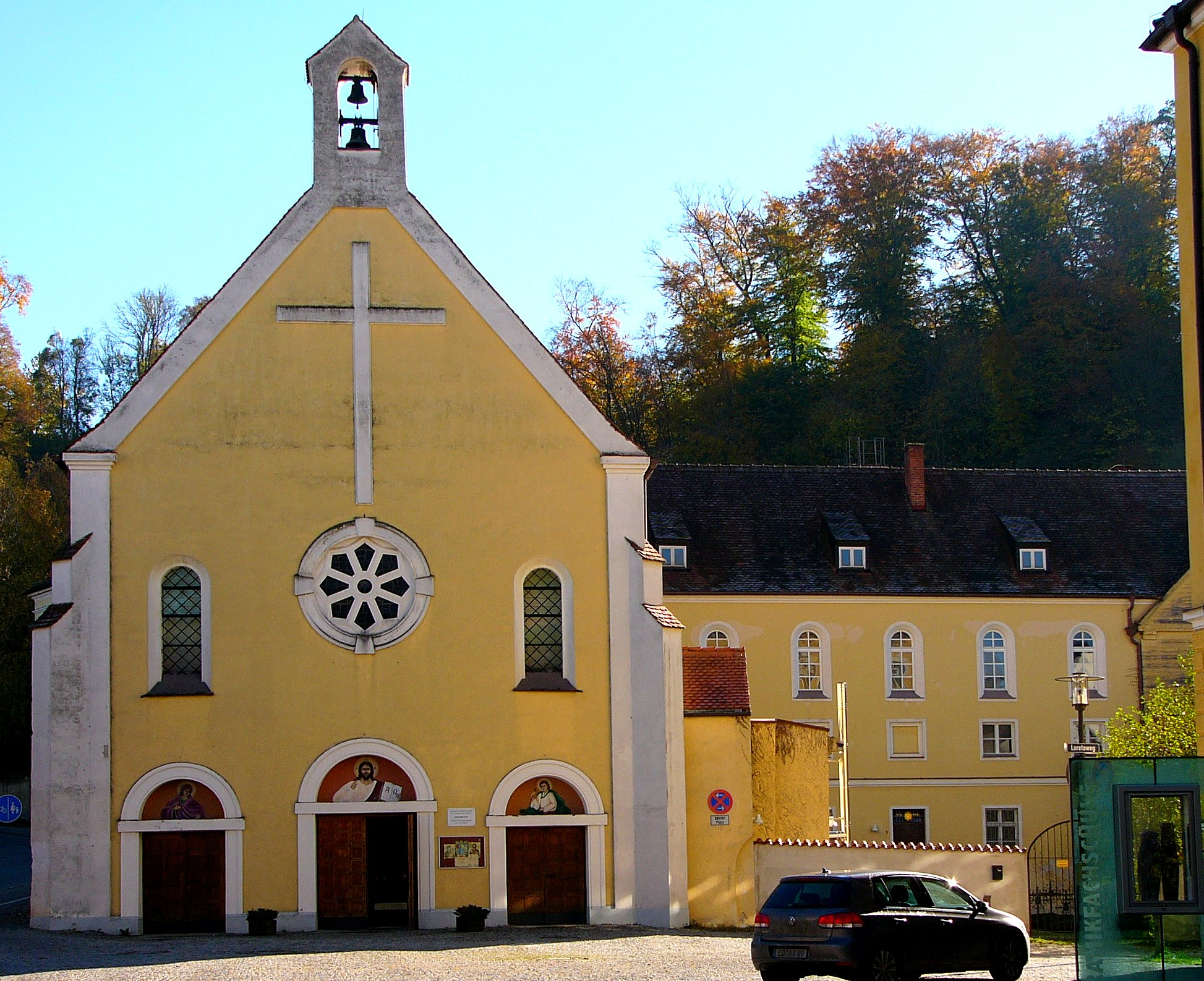
Ehemalige Klosterkirche der Kapuzinerinnen und Franziskaner

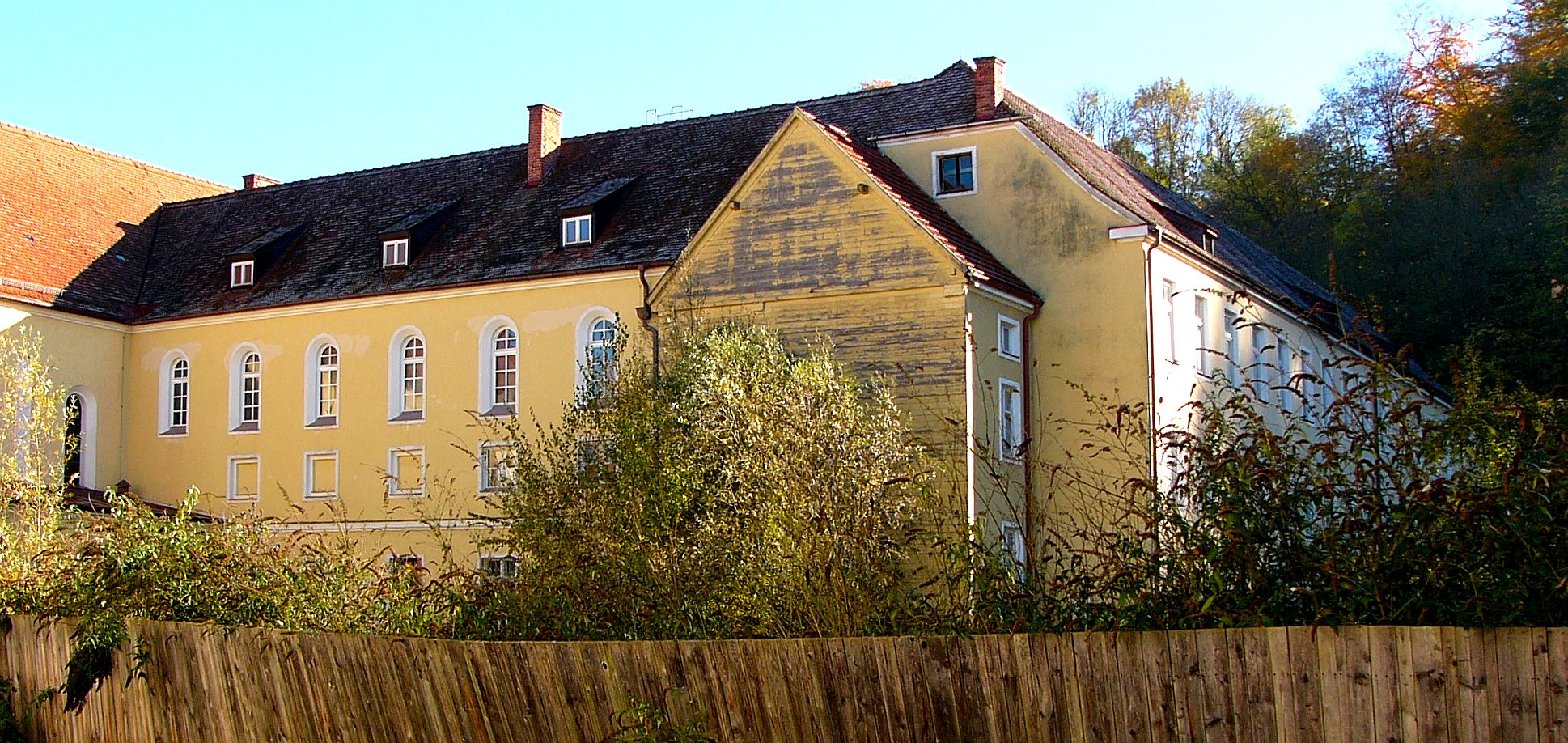
Ehemaliges Konventgebäude der Kapuzinerinnen und Franziskaner

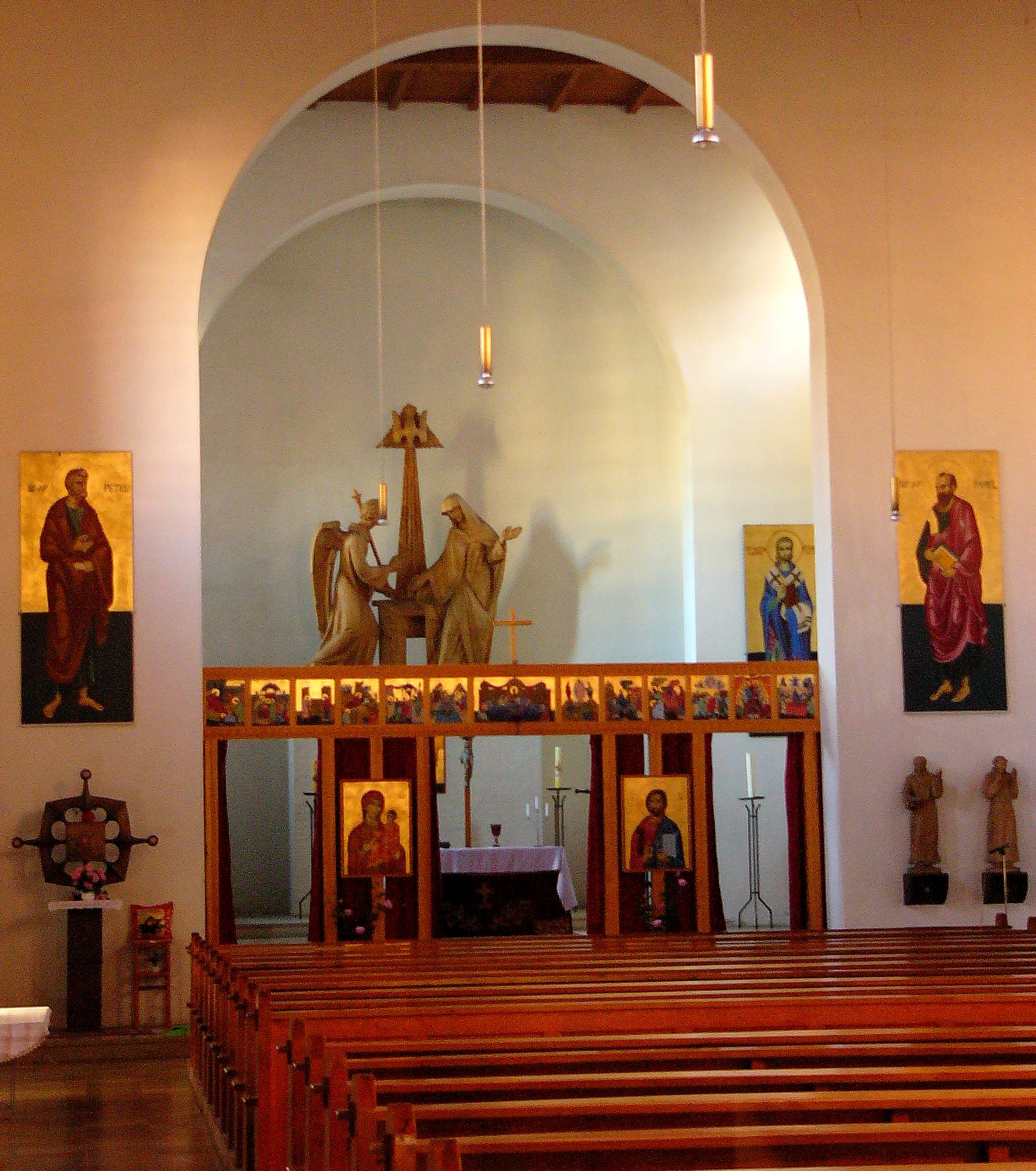
Innenraum der heute rumänisch-orthodoxen Kirche

Das Kloster Maria Loreto ist ein ehemaliges Kloster der Kapuzinerinnen und später der Franziskaner am Marienplatz in Landshut in Niederbayern in der Erzdiözese München-Freising. Die ehemalige Klosterkirche Mariä Verkündigung wird seit 2002 von der Rumänisch-Orthodoxen Kirche genutzt.

## Geschichte
Im Jahr 1623 ließ Friedrich Ecker von Kapfing vor dem östlichen Stadttor Landshuts ein kleines Schloss mit barocker Loretokapelle bauen. 1627 wurde in dem Anwesen von der adligen Witwe Elisabeth Thumer von Bruckberg ein Kloster für zwölf Kapuzinerinnen gestiftet, in das sie auch selbst als Ordensschwester eintrat. Nur wenig später mussten die Nonnen wegen des Dreißigjährigen Krieges nach Salzburg fliehen, wo sie die Gründung des dortigen Loretoklosters erwirkten.
Da sich die Kapuzinerinnen in Landshut eines regen Zulaufs erfreuten, musste bereits 1671 die Kapelle vergrößert werden. 1731 erfolgte dann auch ein Neubau der Konventgebäude, da die Zahl der Ordensschwester inzwischen auf über 30 angestiegen war. 1802 wurde das noch von 19 Schwestern bewohnte Kloster im Zuge der Säkularisation in Bayern aufgelöst, einige Schwestern blieben jedoch dort wohnen.
Nachdem der bayerische König Ludwig I. wieder einige Klöster zuließ, zogen im Jahr 1835 mit seiner Genehmigung die Franziskaner der Bayerischen Franziskanerprovinz (Bavaria) in das Kloster in Landshut ein und gründeten dort ein Hospitium mit wenigen Brüdern. Ihr ursprünglicher Konvent in Landshut, das Kloster St. Peter und Paul, war ebenfalls 1802 aufgelöst worden. Um die Loretokapelle herum wurde in Jahren 1840 und 1841 eine große neuromanische Kirche mit dem Doppelpatrozinium von Mariä Verkündigung und Maria Loreto errichtet, die kleine Kapelle wurde in den Chor integriert. Auch neue dreigeschossige Konventsgebäude und ein Brauhaus wurden um diese Zeit erbaut. 1842 wurde das Kloster zum Konvent erhoben. Als 1858 die letzte Kapuzierin starb, übernahmen die Franziskaner 1860 das gesamte Klosterareal. Die Ordensleute hielten Volksmissionen, erteilten Religionsunterricht, übernahmen Seelsorge-Aushilfe in umliegenden Pfarrgemeinden und betreuten eine beim Kloster bestehende Marianische Männerkongregation sowie ab 1890 die Landshuter Franziskusschwestern (ab 1926 Solanusschwestern). Von 1869 bis 1981 gab es (mit einer Unterbrechung von 1941 bis 1946) in Landshut das Knabenseminar Alcantarinum der Franziskaner, wo Ordensaspiranten auf den Besuch des Gymnasiums vorbereitet wurden.
1913/1914 baute der Franziskaner-Missions-Verein in Bayern die „Bernlochner-Brauerei“ zum Missionshaus (Solanushaus) um. Heute ist dort das Mutterhaus der Solanusschwestern.
1918 wurde die Klosterkirche erneut vergrößert. Beim Luftangriff auf Landshut am 19. März 1945 wurde Kirche und Klostergebäude schwer beschädigt. Infolgedessen wurde eine Wiedererrichtung 1959/51 in modernen, aber romanisierenden Bauformen vorgenommen. Vom historischen Klosterbau sind somit nur noch die Umfassungsmauern erhalten. Einzig ein Porträt des Stifters der Loretokapelle hat die Kriegswirren überlebt.
Im Jahr 2002 verließen die bayerischen Franziskaner Landshut endgültig. Seit Herbst 2002 feiert die Rumänisch-Orthodoxe Gemeinde der Stadt ihre Gottesdienste in der ehemaligen Klosterkirche.